# Estigmene testaceoflava
Estigmene testaceoflava är en fjärilsart som beskrevs av Rothschild 1933. Estigmene testaceoflava ingår i släktet Estigmene och familjen björnspinnare. Inga underarter finns listade i Catalogue of Life.